# NGC 7184
NGC 7184 ist eine Balken-Spiralgalaxie vom Hubble-Typ SBc im Sternbild Wassermann auf der Ekliptik. Sie ist schätzungsweise 121 Millionen Lichtjahre von der Milchstraße entfernt.
In der Galaxie wurde die Supernova SN 1984N (Typ I) beobachtet.
Das Objekt wurde am 28. Oktober 1783 von Wilhelm Herschel entdeckt.